# Обрешётка

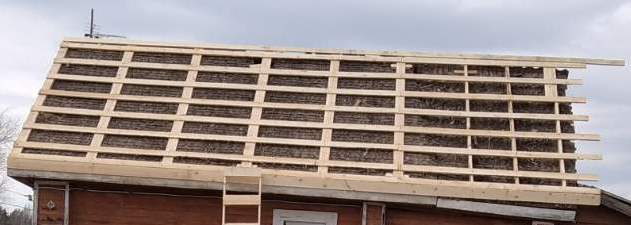
Обрешётка во время строительства крыши

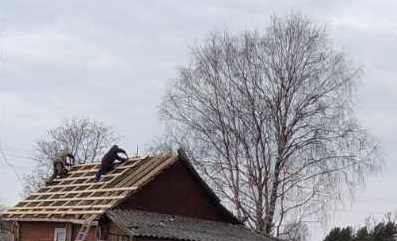
Строители монтируют новую обрешётку под кровлю

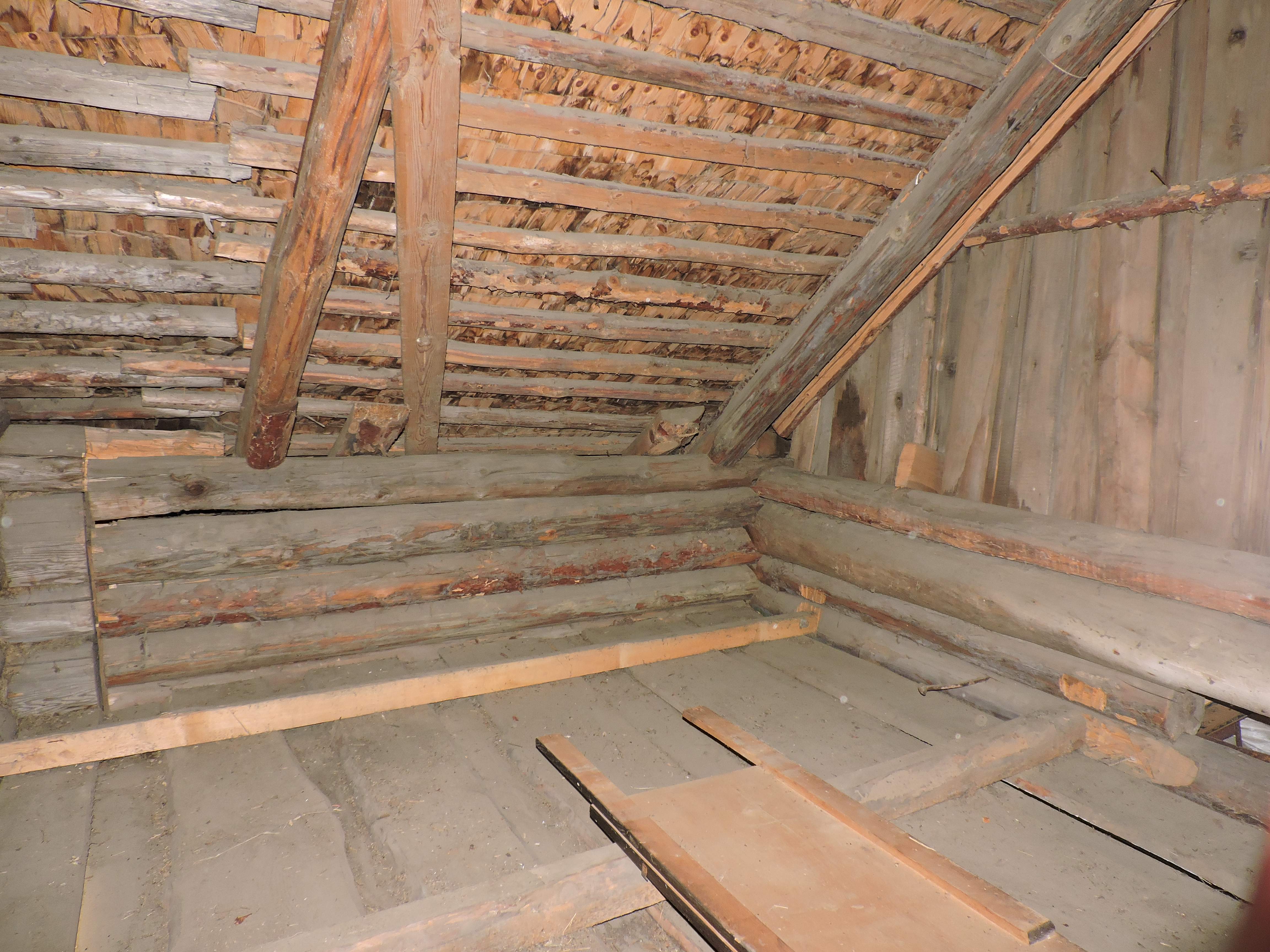
Обрешётка, уложенная на стропила. Поверх её расположена дранка

Обрешётка — решётчатая конструкция или сплошной настил, устанавливаемый поверх стропильных ног. Является основанием для крепления кровельного материала и участвует в усилении пространственной структуры крыши. Может изготавливаться из дерева (доски, брусья, фанера) и металла (кровельные прогоны).
Обрешётка может состоять из отдельных брусков, досок или антисептированной фанеры. В зависимости от применяемого кровельного материала обрешётка может быть разреженной и сплошной. «Сплошным» называется настил с зазором до 1 см, это подходит для мягких кровельных материалов, рулонных материалов, плоского шифера. Также сплошной настил делается в местах стыков и пересечений скатов (на коньке, рёбрах, ендовах, разжелобках) и по карнизным свесам. Разреженная обрешётка больше пригодна под волнистый шифер, металлическую кровлю, натуральную черепицу.
Обрешётка может быть однослойной или двухслойной. Первый слой обычно устанавливается горизонтально, параллельно коньку. Для металлочерепицы одного такого слоя достаточно. Для сплошного настила делают второй слой вдоль спуска — от конька к спуску. Второй способ — укладка второго слоя диагонально.